# گابریله اوریالی
گابریله اوریالی (به ایتالیایی: Gabriele Oriali) بازیکن فوتبال و اهل ایتالیا است 

## تیم ملی
از سال ۱۹۷۸ میلادی عضو تیم ملی فوتبال ایتالیا بوده و در ۲۸ بازی ملی حضور داشته‌است. او در بازی‌های ملی‌اش ۱ گل به ثمر رساند.
گابریله اوریالی آخرین بازی ملی خود را در سال ۱۹۸۳ میلادی انجام داد.